# Nokia Lumia 930
Nokia Lumia 930 (кодовое название Martini) - смартфон флагманского класса, разработанный компанией Nokia и поставляемый с операционной системой Windows Phone 8.1 от Microsoft. Он был анонсирован 2 апреля 2014 года на Microsoft Build 2014 и выпущен в апреле 2014 года в качестве флагмана Nokia (а затем Microsoft Mobile). Это последнее high-end устройство Lumia под брендом Nokia, на смену которому пришли Microsoft c Lumia 950 и его аналогом XL.
Модель Nokia Lumia Icon, эксклюзивная для Verizon Wireless в США, по сути, является производной от Lumia 930. Обе версии имеют общий дизайн и технические характеристики; единственное аппаратное различие заключается в том, что 930 оснащен радиоприемником GSM и может продаваться заблокированным под определенного оператора, а Icon оснащен радиоприемниками GSM и CDMA и всегда продается разблокированным. Другим отличием является то, что 930 поставлялся с более новой версией Windows Phone — 8.1, тогда как на Icon предустанавливалась предшествовавшая ей Windows Phone 8 Update 3.
Ни 930, ни Icon не имеют функции Glance, которая отображает время и другую выбранную информацию на дисплее спящего телефона. В то время как другие современные смартфоны Nokia имеют функцию Glance, 930 и Icon не имеют ее, поскольку их дисплеи не обладают необходимой функцией "памяти дисплея"..

## Технические характеристики

### Аппаратное обеспечение
Lumia 930 имеет 5,0-дюймовый AMOLED дисплей, четырехъядерный процессор Qualcomm Snapdragon 800 Krait 400 2,2 ГГц, 2 ГБ оперативной памяти и 32 ГБ внутренней памяти. Телефон оснащен литий-ионным аккумулятором емкостью 2420 мАч, 20 МП задней камерой и 1,2 МП фронтальной камерой. Он доступен в оранжевом, зеленом, белом, черном и золотом цветах..

### Программное обеспечение
Lumia 930 поставляется с Windows Phone 8.1, хотя пользователи могут обновить ее до Windows 10 Mobile, если это позволяет провайдер..

## Известные проблемы
Некоторые телефоны испытывают проблемы с нагревом и разрядкой батареи..
Некоторые телефоны имели проблемы с обесцвечиванием дисплея, когда устройство было выпущено..
Значительное число пользователей Lumia 930 сообщили о проблеме с работой аудиомикрофонов, когда при разговоре по громкой связи и записи видео уровень звука был очень низким. Было подтверждено, что причиной этого является неисправность материнской платы. Поступило несколько сообщений о том, что это программная проблема, появившаяся в Windows 10, однако это неверно, поскольку проблема также отмечается в Windows 8.1, включая выпуски до версии Denim. Обходным решением для пользователей Lumia 930, столкнувшихся с этой проблемой, является использование наушников с микрофоном при звонках по громкой связи и записи видео. Microsoft выпустила LumiaPhoneTestApplicationInstaller.exe, с помощью которого можно протестировать каждый микрофон..

## Галерея

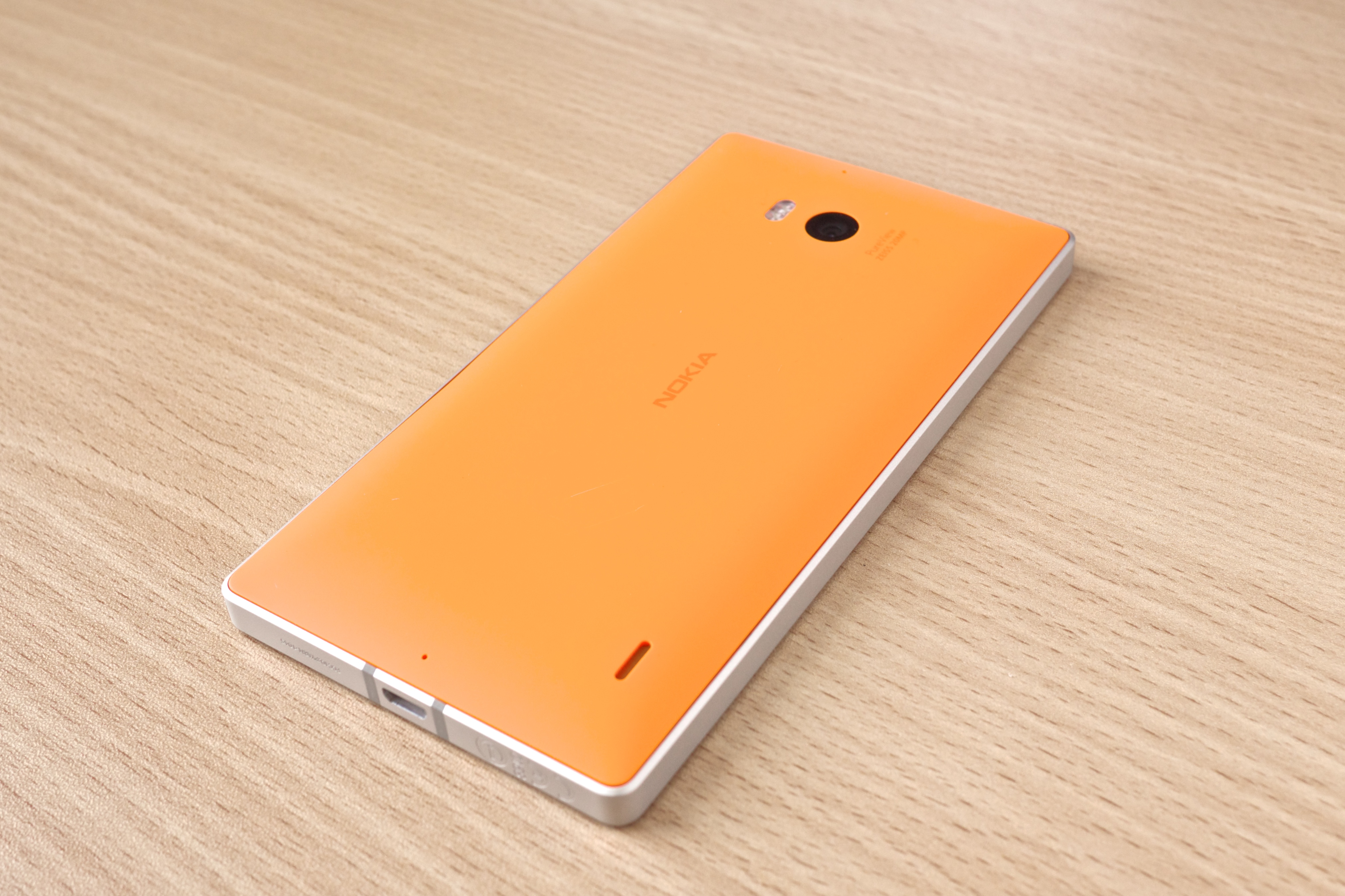
Задняя часть оранжевой Nokia Lumia 930
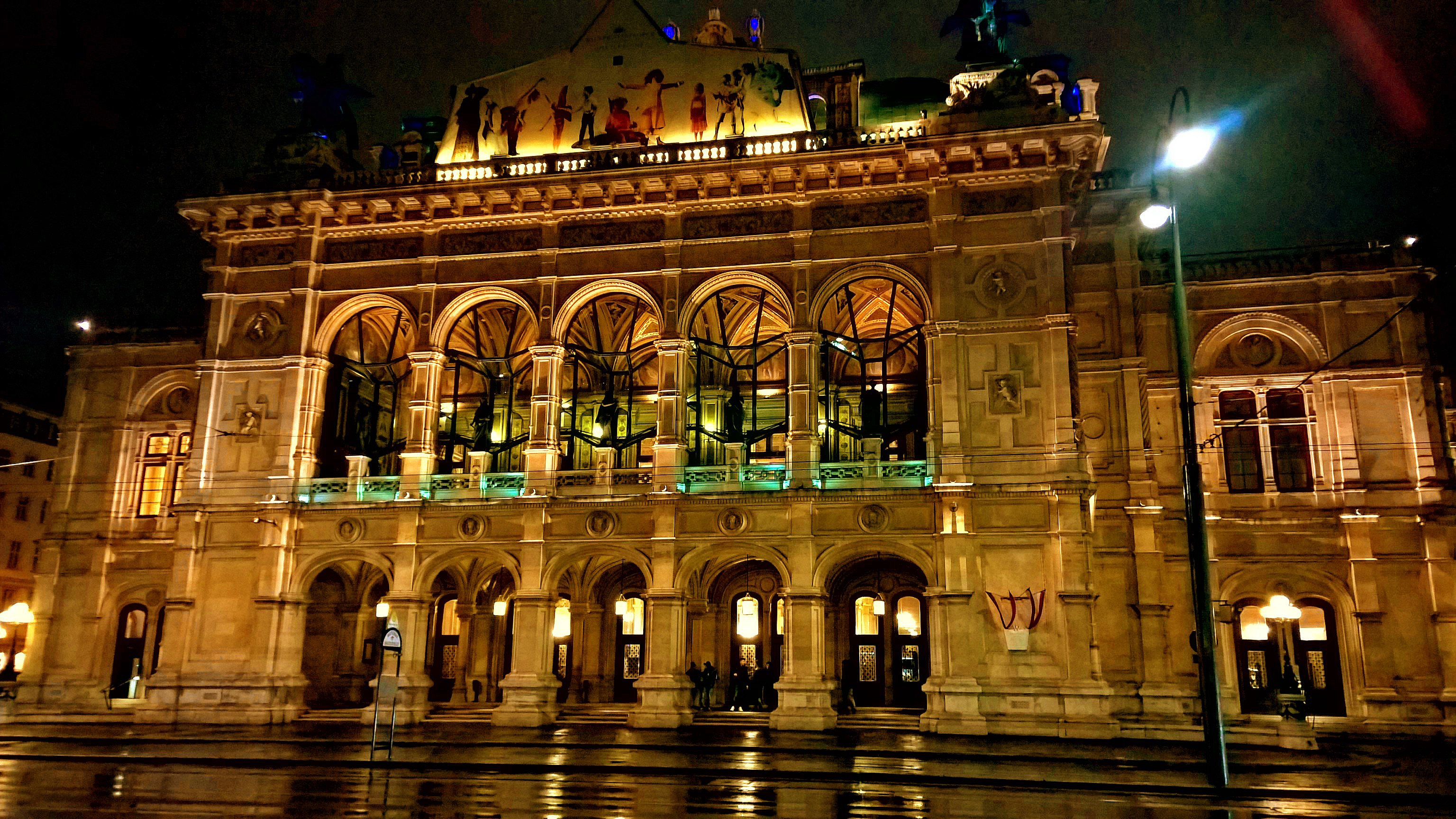
Изображение, сделанное камерой Lumia 930 ночью